# 凝菜属
凝菜属（学名：Campylaephora）为仙菜科的一个属。本属藻类的藻体与仙菜属外形上相似。藻体基部由假根细胞形成一明显的圆锥状的固着器，枝全为二叉分枝，均具皮层。

## 下属物种
本属包括以下物种：
- 加州凝菜 Campylaephora californica
- 粗凝菜 Campylaephora crassa (Okamura) Nakamura, 1950
- 钩凝菜 Campylaephora hypnaeiodes J. Agardh
- 日本凝菜 Campylaephora japonica Noda